# Beata Świerczyńska
Beata Świerczyńska (9 de noviembre de 1960) es una arquitecta, política y exdiputada polaca del Sejm durante la segunda legislatura tras la instauración de la democracia.

## Biografía
Se graduó en 1986 en la Facultad de Arquitectura de la Universidad Tecnológica de Varsovia. En 1993 fue elegida como representante al parlamento polaco (Sejm) en su segunda legislatura, por el distrito de Varsovia y por el Partido Unión del Trabajo. En el Sejm desarrolló actividades en las comisiones vinculadas a los temas de vivienda y construcción. 
Después de la derrota en las elecciones siguientes, Świerczyńska se retiró de la actividad política, para regresar a su actividad profesional de arquitecta.
Es codiseñadora del edificio de oficinas Holland Park, el cual recibió el Premio Życie W Architekturze (2000).